# Briefmarken-Jahrgang 1954 der Deutschen Post der DDR
Der Briefmarken-Jahrgang 1954 der Deutschen Post der Deutschen Demokratischen Republik umfasste 15 einzelne Sondermarken und einen Briefmarkenblock mit einer Sondermarke.
Neue Dauermarken wurden in diesem Jahrgang nicht ausgegeben, allerdings wurden vorhandene Marken mit neuem Frankaturaufdruck veröffentlicht. Insgesamt wurden 24 Motive ausgegeben.

## Besonderheiten
Durch eine Portosenkung am 1. Oktober 1954 wurden neue Dauermarken benötigt. Da diese noch nicht verfügbar waren, wurde erstmals bei Briefmarken der DDR ein Aufdruck mit neuen Portostufen auf vorhandenen Dauermarken ausgegeben. Diese Zusammenstellung ist ein Auszug der wichtigsten Änderungen.
| Postalische Leistungen und Postgebühren                             | Postalische Leistungen und Postgebühren | Postalische Leistungen und Postgebühren |
| Porto für                                                           | ab 1. März 1946                         | ab 1. Oktober 1954                      |
| ------------------------------------------------------------------- | --------------------------------------- | --------------------------------------- |
| Drucksachen bis 20 Gramm                                            | 6                                       | 5                                       |
| Drucksachen über 20 bis 50 Gramm                                    | 8                                       | 5                                       |
| Postkarten im Fernverkehr                                           | 12                                      | 10                                      |
| Geschäftspapiere, Warenproben, Mischsendungen bis 100 Gramm         | 16                                      | 15                                      |
| Briefe im Fernverkehr bis 20 Gramm                                  | 24                                      | 20                                      |
| Bahnhofsbriefe von 20 bis 250 Gramm                                 | 48                                      | 40                                      |
| Geschäftspapiere, Warenproben, Mischsendungen von 250 bis 500 Gramm | 60                                      | 50                                      |
| Briefe im Fernverkehr bis 20 Gramm als Einschreiben                 | 84                                      | 70                                      |

## Liste der Ausgaben und Motive
Legende
- Bild: Eine bearbeitete Abbildung der genannten Marke. Das Verhältnis der Größe der Briefmarken zueinander ist in diesem Artikel annähernd maßstabsgerecht dargestellt. Sollten keine Marken abgebildet sein, liegt es daran, dass das Urheberrecht des Künstlers noch nicht erloschen ist.
- Beschreibung: Eine Kurzbeschreibung des Motivs und/oder des Ausgabegrundes. Bei ausgegebenen Serien oder Blocks werden die zusammengehörigen Beschreibungen mit einer Markierung versehen eingerückt.
- Wert: Der Frankaturwert der einzelnen Marke in Pfennig. Ein „+“ bedeutet, dass es sich um eine Zuschlagsmarke handelt (= Frankaturwert + Spende).
- Ausgabedatum: Das Datum des erstmaligen Verkaufs dieser Briefmarke.
- Gültig bis: Das Datum, an dem die Gültigkeit endete.
- Auflage: Soweit bekannt, wird hier die zum Verkauf angebotene Anzahl dieser Ausgabe angegeben.
- Entwurf: Soweit bekannt, wird hier angegeben, von wem der Entwurf dieser Marke stammt.
- Mi.-Nr.: Diese Briefmarke wird im Michel-Katalog unter der entsprechenden Nummer gelistet.

| Sondermarken                              | |                                           |                                           |                                           |                                           |                                           |         |
| Bild                                      | Beschreibung | Wert                                      | Ausgabe- datum (1954)                     | Gültig bis                                | Auflage                                   | Entwurf                                   | Mi.-Nr. |
|                                           | 225. Geburtstag von Gotthold Ephraim Lessing Gotthold Ephraim Lessing (1729–1781), Dichter und Philosoph                                                                                              | 20                                        | 20. Januar                                | 30. Juni 1955                             | 2.000.000                                 | Kurt Eigler                               | 423     |
|                                           | Außenministerkonferenz in Berlin Friedenstaube über Verhandlungstisch, Schriftband, Demonstrationszug                                                                                                 | 12                                        | 25. Januar                                | 30. Juni 1955                             | 5.000.000                                 | Erich Gruner                              | 424     |
|                                           | 1. Todestag von Josef Stalin Josef Stalin (1878–1953), sowjetischer Staatsmann | 20                                        | 5. März                                   | 30. Juni 1955                             | 3.700.000                                 | Kurt Eigler                               | 425     |
|                                           | VII. Internationale Radfernfahrt für den Frieden - Radrennfahrer bei einer Ortsdurchfahrt | 12                                        | 30. April                                 | 30. Juni 1955                             | 3.000.000                                 | Bruno Petersen                            | 426     |
|                                           | - Radrennfahrer auf der Strecke | 24                                        | 30. April                                 | 30. Juni 1955                             | 3.000.000                                 | Bruno Petersen                            | 427     |
|                                           | II. Deutschlandtreffen der Jugend, Berlin - Volkstanzpaar, Jugendliche mit Fahnen | 12                                        | 3. Juni                                   | 30. Juni 1955                             | 3.000.000                                 | Bruno Bade, Kurt Eigler                   | 428     |
|                                           | - Jugendliche vor Fahne | 24                                        | 3. Juni                                   | 30. Juni 1955                             | 3.000.000                                 | Kurt Eigler                               | 429     |
|                                           | 80. Todestag von Fritz Reuter - Fritz Reuter (1810–1874), niederdeutscher Mundart-Schriftsteller | 24                                        | 12. Juli                                  | 30. Juni 1955                             | 1.500.000                                 | Kurt Eigler                               | 430     |
|                                           | Hilfe für die Hochwassergeschädigten Talsperre Sosa | 24+6                                      | 16. August                                | 31. Dezember 1956                         | 2.500.000                                 | Kurt Eigler                               | 431     |
|                                           | 10. Todestag von Ernst Thälmann Ernst Thälmann (1886–1944), Politiker | 24                                        | 18. August                                | 31. Dezember 1956                         | 4.000.000                                 | Kurt Eigler                               | 432     |
|                                           | Leipziger Herbstmesse - Grimmaische Straße mit Messehaus „Handelshof“, Leipzig | 24                                        | 4. September                              | 31. Dezember 1956                         | 3.000.000                                 | Erich Gruner                              | 433     |
|                                           | - Grimmaische Straße mit Messehaus „Handelshof“, Leipzig | 35                                        | 4. September                              | 31. Dezember 1956                         | 1.500.000                                 | Erich Gruner                              | 434     |
|                                           | 5 Jahre Deutsche Demokratische Republik - Wilhelm Pieck, erster Präsident der DDR; Fahnen; Benzinwerk Böhlen und Traktor                                                                              | 20                                        | 6. Oktober                                | 31. Dezember 1956                         | 5.000.000                                 | Erich Gruner                              | 443     |
|                                           | - Wilhelm Pieck, erster Präsident der DDR; Fahnen; Benzinwerk Böhlen und Traktor | 35                                        | 6. Oktober                                | 31. Dezember 1956                         | 2.500.000                                 | Erich Gruner                              | 444     |
|                                           | Tag der Briefmarke Kölner Dom, Völkerschlachtdenkmal Leipzig | 20                                        | 23. Oktober                               | 31. Dezember 1956                         | 3.000.000                                 | Kurt Eigler                               | 445 A   |
|                                           | Erste Zentrale Briefmarkenausstellung der Betriebsarbeitsgemeinschaften Philatelie, Berlin Diese Marke wurde als geschnittener Briefmarkenblock ausgegeben: Kölner Dom, Völkerschlachtdenkmal Leipzig | 20                                        | 30. Oktober                               | 31. Dezember 1956                         | 500.000                                   | Kurt Eigler                               | 445 B   |
| Die Michelnummer 446 wurde nicht vergeben | Die Michelnummer 446 wurde nicht vergeben | Die Michelnummer 446 wurde nicht vergeben | Die Michelnummer 446 wurde nicht vergeben | Die Michelnummer 446 wurde nicht vergeben | Die Michelnummer 446 wurde nicht vergeben | Die Michelnummer 446 wurde nicht vergeben | 446     |
| Dauermarken                               | |                                           |                                           |                                           |                                           |                                           |         |
| Bild                                      | Beschreibung | Wert                                      | Ausgabe- datum (1954)                     | Gültig bis                                | Auflage                                   | Entwurf                                   | Mi.-Nr. |
|                                           | Dauermarkenserie: Fünfjahrplan (II) - Frau am Fernschreiber | 15                                        | 25. Januar                                | 31. Dezember 1962                         | unbekannt                                 | Erich Gruner                              | 411     |
|                                           | - Werktätige vor Kurhaus Bad Elster | 20                                        | 6. Februar                                | 31. März 1959                             | unbekannt                                 | Erich Gruner                              | 413     |
|                                           | - Chemiker, Chemiewerk | 40                                        | 15. Februar                               | 31. Dezember 1962                         | unbekannt                                 | Erich Gruner                              | 418     |
|                                           | Dauermarkenserie: Fünfjahrplan (III) - Arbeiter aus Ost und West reichen sich die Hände Aufdruck auf Michel-Nummer 407                                                                                | 5                                         | 1. Oktober                                | 31. Mai 1962                              | unbekannt                                 | Erich Gruner                              | 435     |
|                                           | - Lernende Jugend, dahinter Bild von Karl Marx Aufdruck auf Michel-Nummer 408 | 5                                         | 1. Oktober                                | 31. Mai 1962                              | unbekannt                                 | Erich Gruner                              | 436     |
|                                           | - Bauer, Handwerker, Intellektueller Aufdruck auf Michel-Nummer 410 | 10                                        | 1. Oktober                                | 31. Mai 1962                              | unbekannt                                 | Erich Gruner                              | 437     |
|                                           | - Stahlschmelzer, Hüttenwerk Aufdruck auf Michel-Nummer 412 | 15                                        | 1. Oktober                                | 31. Mai 1962                              | unbekannt                                 | Erich Gruner                              | 438     |
|                                           | - Karl-Marx-Allee (Stalinallee), Berlin Aufdruck auf Michel-Nummer 414 | 20                                        | 1. Oktober                                | 31. Mai 1962                              | unbekannt                                 | Erich Gruner                              | 439 a   |
|                                           | - Karl-Marx-Allee (Stalinallee), Berlin Aufdruck auf Michel-Nummer 371 | 20                                        | 1. Oktober                                | 31. Mai 1962                              | unbekannt                                 | Erich Gruner                              | 439 b   |
|                                           | - Zwinger, Dresden Aufdruck auf Michel-Nummer 419 | 40                                        | 1. Oktober                                | 31. Mai 1962                              | unbekannt                                 | Erich Gruner                              | 440     |
|                                           | - Hochseeschiff auf Stapel Aufdruck auf Michel-Nummer 420 | 50                                        | 1. Oktober                                | 31. Mai 1962                              | unbekannt                                 | Erich Gruner                              | 441     |
|                                           | - Familie, Hochhaus an der Weberwiese, Berlin Aufdruck auf Michel-Nummer 422 | 70                                        | 1. Oktober                                | 31. Mai 1962                              | unbekannt                                 | Erich Gruner                              | 442     |